# Acatlán (Guerrero)
Acatlán es una localidad del estado mexicano de Guerrero. Es parte del municipio de Chilapa de Álvarez.

## Toponimia
El nombre «Acatlán» proviene de los términos en náhuatl: acatl, caña; tlan, lugar de abundancia. Su significado es «En el cañaveral».

## Demografía
| Gráfica de evolución demográfica |
|                                  |

| Censo | Población |
| ----- | --------- |
| 1900  | 1 251     |
| 1910  | 1 644     |
| 1921  | 916       |
| 1930  | 1 671     |
| 1940  | 1 925     |
| 1950  | 2 181     |
| 1960  | 2 438     |
| 1970  | 2 525     |
| 1980  | 2 299     |
| 1990  | 2 628     |
| 2000  | 2 885     |
| 2010  | 3 526     |
| 2020  | 3 719     |